# Chodkiewicz

Das Adelswappen der Familie Chodkiewicz, Wappengemeinschaft Gryf z Mieczem (Greif mit Schwert)

Chodkiewicz  (belarussisch Хадкевічы, polnisch Chodkiewiczowie, litauisch Chodkevičiai, Kadkevičiai, Katkevičiai, Katkai) ist der Name eines bedeutenden polnischen Hochadelsgeschlechts litauisch-ruthenischer Herkunft, das sich auf Chodko Jurewicz († 1447) zurückführt.
Im Großfürstentum Litauen waren die Chodkiewicz eine der reichsten und einflussreichsten Familien, deren Nachfahren noch heute leben. Die meisten bewiesen sich als sehr gute und einfallsreiche Feldherren, Diplomaten, vertrauenswürdige Vertreter der Interessen des Großfürstentums Litauen. Die Chodkiewicz spielten auch eine große Rolle in der Geschichte von Niederlitauen, wo sie für die Entwicklung der Wirtschaft und Bildung sorgten, neue Städte und Schulen bauten und den ersten Kloster in Niederlitauen gründeten.
Die weibliche Form des Namens auf Polnisch lautet manchmal auch Chodkiewiczowa.
Bedeutende Träger dieses Namens waren:
- Jan Karol Chodkiewicz (1560–1621), Politiker, Feldherr (Feld- und Großhetman von Litauen), Beamter im Staatsdienst (Wojewode und Starost);
- Jan Mikołaj Chodkiewicz (1738–1781), Beamter im Staatsdienst (Generalstarost und Starost), General der königlich-polnischen Armee;
- Rozalia Lubomirska, geborene Chodkiewicz (1768–1794), politische Aktivistin, ein Opfer der Französischen Revolution;
- Aleksander Franciszek Chodkiewicz (1776–1838), Mitglied der Übergangsregierung von Litauen 1812, General, Beamter im Staatsdienst (Senator und Kastellan von Kongresspolen), außerdem betätigte er sich als Forscher und Dichter;